# Е̨
Cette page contient des caractères spéciaux ou non latins. S’ils s’affichent mal (▯, ?, etc.), consultez la page d’aide Unicode.
Ne doit pas être confondu avec la lettre latine e ogonek Ę.
Le ié ogonek (capitale Е̨, minuscule е̨) est une lettre de l’alphabet cyrillique qui a été utilisée dans l’écriture du lituanien et du polonais au XIXe siècle. Elle est composée d’un Е avec un ogonek.

## Utilisations

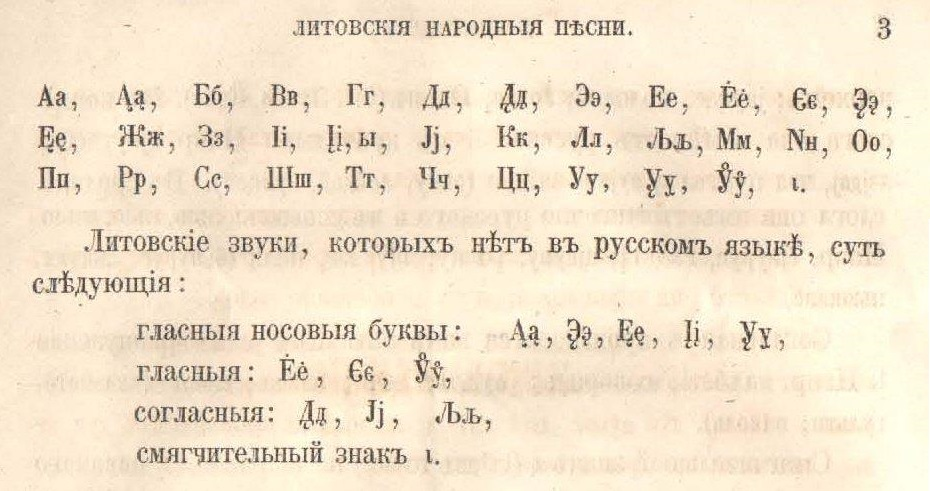
Alphabet cyrillique lituanien de Juška en 1867.

La lettre cyrillique ié ogonek ‹ е̨ › a été utilisée dans l’écriture du lituanien, notamment dans l’orthographe de Juška et dans l’écriture du polonais, après la défaite de l’Insurrection de Janvier 1863 et l’interdiction de publier avec les lettres latines dans les documents officiels de 1864 à 1904.
En polonais écrit avec l’alphabet cyrillique au XIXe siècle, l’adaptation de l’écriture civile a utilisé ‹ а̨ › et ‹ э̨ › comme équivalents des lettres latines ‹ ą › et ‹ ę ›, ainsi que ‹ я̨ › ou ‹ іа̨ › et ‹ е̨ › ou ‹ іе̨ ›.

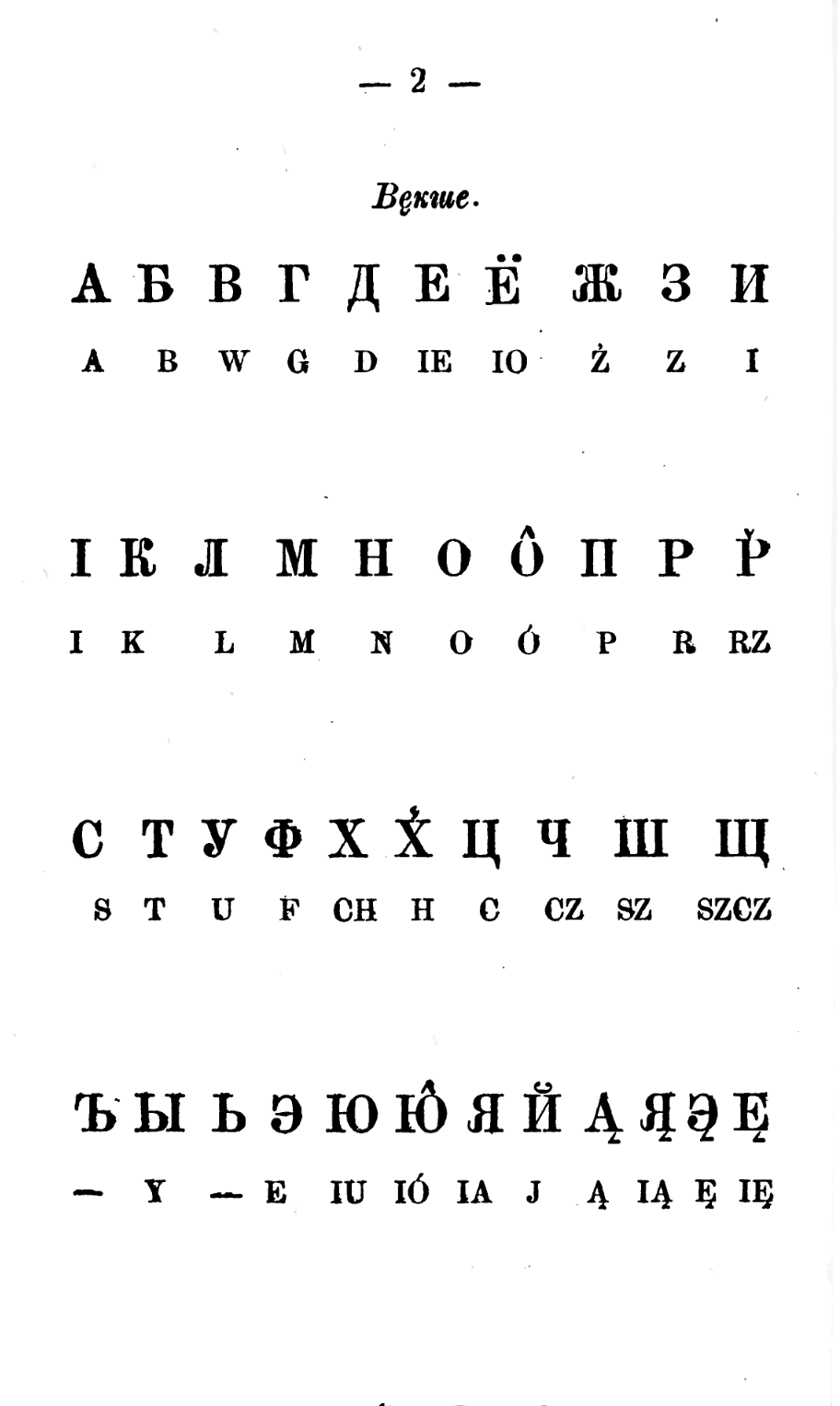
Alphabet polonais cyrillique en 1865.

## Représentation informatique
Le ié ogonek peut être représenté avec les caractères Unicode suivants (cyrillique, diacritiques) :
| formes    | représentations | chaînes de caractères | points de code | descriptions                                      |
| --------- | --------------- | --------------------- | -------------- | ------------------------------------------------- |
| capitale  | Е̨               | Е◌̨                    | U+0415 U+0328  | lettre majuscule cyrillique ié diacritique ogonek |
| minuscule | е̨               | е◌̨                    | U+0435 U+0328  | lettre minuscule cyrillique ié diacritique ogonek |